# Valter apără Sarajevo
Valter apără Sarajevo (în sârbocroată Valter brani Sarajevo / Валтер брани Сарајево) este un film de partizani iugoslav din 1972, regizat de Hajrudin Krvavac și în care joacă actorii Bata Živojinović, Ljubiša Samardžić și Rade Marković. Acest film marchează debutul actoricesc al lui Emir Kusturica într-un rol minor al unui tânăr activist comunist. Filmul a fost și este foarte popular în China și, datorită publicului chinez, Valter apără Sarajevo a devenit „unul dintre cele mai vizionate filme de război din toate timpurile”, fiind vizionat de aproximativ un miliard și jumătate de spectatori.

## Prezentare
La sfârșitul anului 1944, pe măsură ce se apropie sfârșitul celui de-Al Doilea Război Mondial, înaltul comandament al Wehrmachtului este hotărât să scoată Grupul de Armate E (în germană Heeresgruppe E) al generalului Alexander Löhr din Balcani înapoi în Germania. Germanii intenționează să furnizeze combustibil coloanelor de tancuri dintr-un depozit din Sarajevo. Liderul partizanilor iugoslavi din oraș, un bărbat misterios cunoscut doar sub numele de Valter, prezintă un pericol grav pentru succesul operațiunii, iar germanii îl trimit pe Standartenführerul von Dietrich de la agenția de informații Sicherheitsdienst pentru a se ocupa de el. Cum nimeni din oraș nu pare să știe cum arată Valter, Dietrich reușește să se infiltreze în rezistență, pentru a afla cine este Valter cu adevărat. Partizanii sunt prinși într-un joc mortal al trădării, fraudei și imposturii în timp ce încearcă să dejoace planurile germanilor. 
Sfârșitul iconic
La sfârșitul filmului, Standartenführerul von Dietrich a afirmat că și-a dat seama în cele din urmă de ce nu a reușit niciodată să-l învingă pe Valter - stând pe un deal, arată spre Sarajevo aflat mai jos și spune în limba germană: Sehen Sie diese Stadt? Das ist Valter! („Vedeți acest oraș? Acesta este Valter!”) Acest lucru a fost destinat să transmită un mesaj de unitate în concordanță cu politica oficială a statului multi-etnic Iugoslavia.

## Distribuție
- Bata Živojinović ca pilot (Valter)
- Ljubiša Samardžić ca Zis
- Rade Marković ca Sead Kapetanović
- Slobodan Dimitrijević ca Suri
- Neda Spasojević ca Mirna
- Dragomir Gidra Bojanić - Kondor
- Pavle Vuisić - acar
- Faruk Begolli ca Branko
- Stevo Žigon - Dr. Mišković
- Jovan Janićijević - Josic
- Relja Bašić - Obersturmführer
- Hannjo Hasse î- col. Von Dietrich
- Rolf Römer - Bischoff
- Fred Delmare - Sgt. Edele (creditat ca Axel Delmare)
- Herbert Köfer -  general german
- Wilhelm Koch-Hooge - locotenent-colonel Hagen
- Helmut Schreiber - locotenent colonel Weiland
- Emir Kusturica - tânăr comunist[4]

## Producție
Cu toate că filmul nu a urmărit să prezinte adevărul istoric, personajul principal al filmului a fost numit după liderul de partizani Vladimir Perić, cunoscut după numele său de guerre Valter, acesta a comandat un grup de rezistență la Sarajevo din 1943 până la moartea sa în lupta pentru eliberarea orașului la 6 aprilie 1945. Hajrudin Krvavac a dedicat filmul oamenilor din Sarajevo și eroismului lor în timpul războiului.
Filmul a marcat începutul carierei lui Emir Kusturica în cinematografie. La vârsta de șaisprezece ani în acea vreme, a fost prima sa apariție de film într-un rol minor al unui tânăr activist comunist.

## Lansare
Filmul a avut premiera la Sarajevo miercuri, 12 aprilie 1972, în fața a 5.000 de spectatori, la Sala Skenderija, recent construită. Astfel, locul a găzduit o altă premieră a unui film de partizani, la doi ani și jumătate după ce filmul Bătălia de la Neretva regizat de Veljko Bulajić a avut premiera în octombrie 1969. Mareșalul Iosip Broz Tito nu a fost prezent de această dată, cu toate că la premieră au fost prezente numeroase celebrități și mulți funcționari iugoslavi, inclusiv distribuția filmului, precum și antrenorul principal al echipei Steaua Roșie Belgrad, Miljan Miljanić, actrița Špela Rozin, directorul Skenderija și fostul primar al Sarajevoului Ljubo Kojo, președintele Bosna Film Neđo Parežanin și alții. După premieră, la Hotel Evropa a fost organizată o cină generoasă pentru invitați.
Pe baza materialului filmat pentru Valter apără Sarajevo, televiziunea iugoslavă a transmis în martie-aprilie 1974 un miniserial de televiziune cu 4 episoade a câte 40 de minute fiecare.

## Recepție
Valter apără Sarajevo a avut un răspuns favorabil din partea publicului iugoslav, în special în Sarajevo.
Filmul a fost distribuit în șaizeci de țări și a obținut cel mai mare succes în Republica Populară Chineză (sub titlul 瓦尔特保卫萨拉热窝), devenind cel mai popular film străin în China în anii 1970. Mai ales datorită publicului chinez, VAlter apără Sarajevo a devenit „unul dintre cele mai vizionate filme de război din toate timpurile”.

## Moștenire

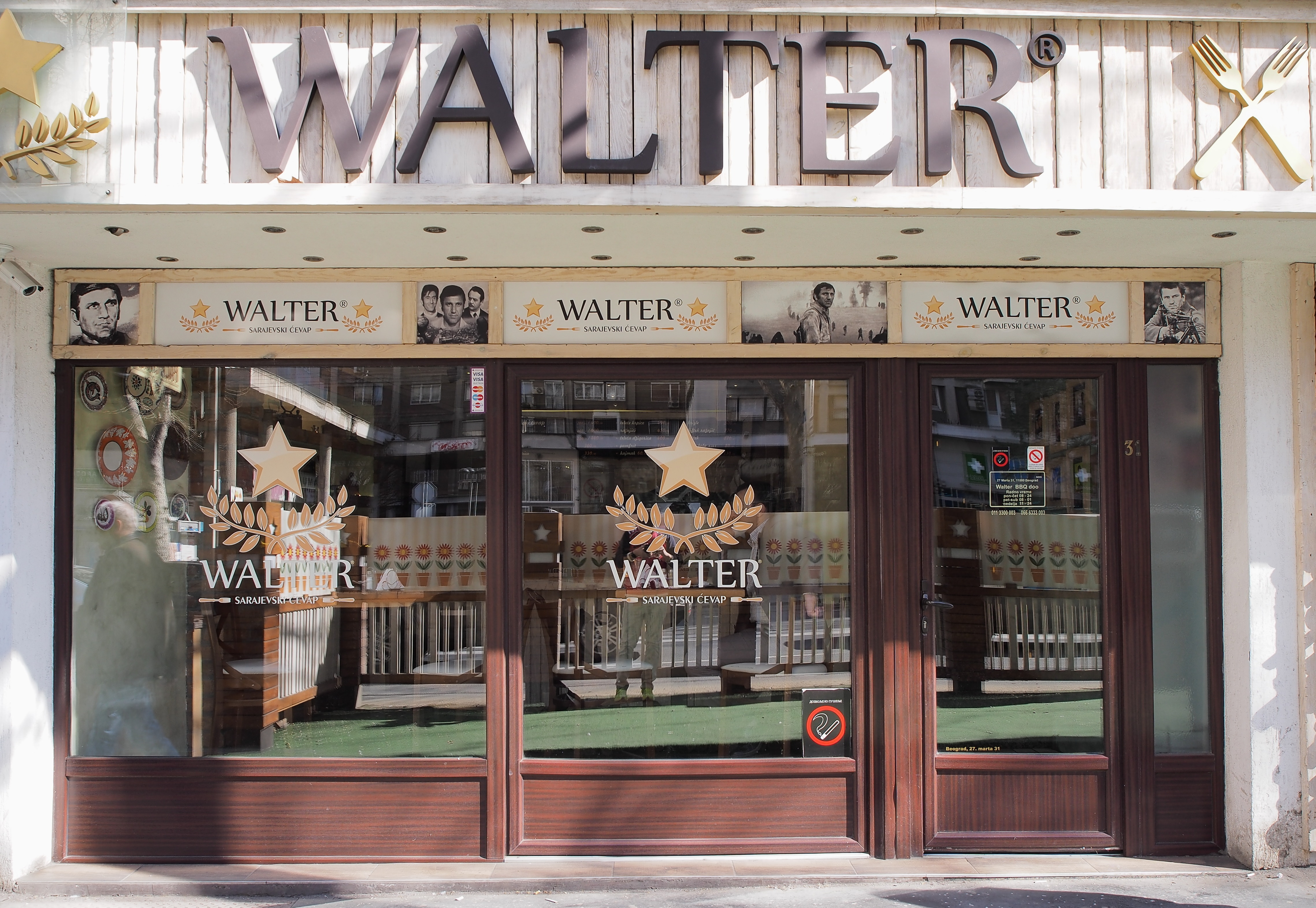
Walter, un restaurant din Belgrad, care servește ćevapčići Sarajevo (Sarajevski ćevap).

Având ca temă obsesivă frăția și unitatea populației iugoslave în fața ocupației străine, filmul a devenit un punct de referință pentru mișcarea subculturală punk New Primitives: Zabranjeno Pušenje, una dintre cele mai importante trupe ale mișcării, și-a numit primul album Das ist Walter, în onoarea acestui film.
În China, copiii și străzile au primit numele personajelor din film, iar o marcă de bere numită „Walter” a fost comercializată cu poza lui Velimir Živojinović  pe etichetă. Filmul se bucură în continuare de mare popularitate în această țară.
Numele a numeroase hoteluri și pensiuni din Peninsula Balcanică (mai ales din Bosnia și Serbia) au fost inspirate din acest film.